# René Mart
René Mart (* 10. November 1925 in Esch an der Alzette; † 2. August 1990 ebenda) war ein luxemburgischer Kaufmann und Politiker der DP.
Zu Beginn seiner politischen Karriere gehörte Mart dem Vorstand der Jonk Demokraten, der Jugendorganisation der DP an und wurde in den Gemeinderat von Esch gewählt. 1959 und 1964 kandidierte er zunächst erfolglos für die Abgeordnetenkammer. Bei der Neuwahl 1968 gelang ihm der Einzug. 1974, 1979 und 1984 wurde sein Mandat bestätigt, jeweils im Wahlkreis Süden. Bei der Wahl 1989 verpasste er den Wiedereinzug und schied somit aus der Kammer aus. Daneben gehörte er von 1969 bis 1981 der Parlamentarischen Versammlung des Europarats an.
Bei der Europawahl 1979 kandidierte er zunächst erfolglos für das Europäische Parlament. Am 26. November 1980 durfte er jedoch für Colette Flesch nachrücken. Seit dem 9. März 1982 war er stellvertretender Vorsitzender der Liberalen und Demokratischen Fraktion. Dieses Amt hatte er bis zum Ausscheiden nach der Europawahl 1984 inne, bei der er vergeblich für die Wiederwahl kandidierte. Auch 1989 trat er noch einmal auf der DP-Liste an, blieb aber erfolglos.
Sein Bruder war der Politiker Marcel Mart. Seine Tochter ist die Autorin und Journalistin Colette Mart.

## Ehrungen
- 1978: Orden der Eichenkrone[4]